# Lista de imperadores e governantes da Etiópia
Esta lista relaciona os imperadores do Império da Etiópia ou Abissínia.
Estes foram os governantes desde o século XII até 1974, ainda sim passando pela invasão italiana entre 1936 e 1941. A monarquia etíope era absolutista e foi abolida em 1974 após um golpe de estado de ideologia marxista pelos Derg, instaurando a socialista República Democrática Popular da Etiópia.

## Reino Zagué (Século IX-1270)
- Morara
- Tentauidim
- Zã Seium
- Germa Seium
- Iemereana-Cristo
- Harbé
- Lalibela
- Neacueto-Leabe
- Ietbaraque
- Mairari
- Harbai

## Império Etíope (1270-1855)

### Dinastia Salomónica
- Iecuno-Amelaque (1270-1285)
- Iagba-Sion (1285-1294)
- Sanfa Ared IV (1294-1295)
- Hezba Asgad (1295-1296)
- Qedma Asgad (1296-1297)
- Jan Asgad (1297-1298)
- Saba Asgad (1298-1299)
- Uidim-Reade (1299-1314)
- Ámeda-Sion I (1314-1344)
- Saífa Arade (1344-1372)
- Niuaja-Mariam (1372-1382)
- David I (1382-1413)
- Teodoro I (1413-1414)
- Isaque I (1414-1429)
- André (1429-1430)
- Tacla-Mariam (1430-1433)
- Sarué-Jesus (1433)
- Ámeda-Jesus (1433-1434)
- Zara-Jacó (1434-1468)
- Baida-Mariam I (1468-1478)
- Alexandre (1478-1494)
- Ámeda-Sion II (1494)
- Naode (1494-1508)
- David II (1508-1540)
- Gelawdewos (1540-1559)
- Menas (1559-1563)
- Sarsa Dengel (1563-1597)
- Jacó (1597-1603)
- Za Dengel (1603-1604)
- Jacò (1604-1606)... Restaurado
- Susínios I (1606-1632)

### Período gondarino
- Facílides (1632-1667)
- João I (1667-1682)
- Jesus I (1682-1706)
- Yeashaq Iyasu (1685).. Autoproclamado
- Tacla Haymanot I (1706-1708)
- Ámeda Sion (1707).. Não dinástico
- Teófilo (1707-1711)
- Nebanhe Yohannes (1709-1710).. Não dinástico
- Justo (1711-1716)
- David III (1716-1721)
- Bakaffa (1721-1730)
- Jesus II (1730-1755)
- Ezequias (1736-1737)
- Joás I (1755-1769)

### Era dos Príncipes
- João II (1769)
- Tecle Haymanot II (1769-1770)
- Sucínios II (1770)
- Tecle Haymanot II (1770-1777, 1788-1789, 1794-1795, 1795-1796, 1798-1799 e 1800)
- Salomão II (1777-1779)
- Tecle Giyorgis I (1779-1784)
- Jesus III (1784-1788)
- Jesus (1787-1788).. Não dinástico
- Baeda-Mariam (1787-1788).. Não dinástico
- Tecle Haymanot III (1788-1789).. Não dinástico
- Ezequias (1789-1794)
- Baeda-Mariam (1795)
- Salomão III (1796-1797; 1799)
- Jonas (1797-1798)
- Demétrio (1799-1800 e 1800-1801)
- Egwale Sion (1801-1818)
- Joás II (1818-1821)
- Gigar (1821-1826; 1826-1830)
- Baeda Mariam III (1826)
- Jesus IV (1830-1832)
- Gebre Cristo (1832)
- Sahle Dengel (1832, 1832-1840, 1841-1845, 1845-1850 e 1851-1855)
- Egwale Anbesa (1832)
- João III (1840-1841, 1845, 1850-1851)

## Período Moderna (1855-1936)

### Dinastia Zagué
| Nome                                         | Retrato | Início do Reinado       | Fim do Reinado      | Notas | Ref.  |
| -------------------------------------------- | ------- | ----------------------- | ------------------- | --- | ----- |
| Teodoro II ቴዎድሮስ (1818-1868)                 |         | 11 de fevereiro de 1855 | 13 de abril de 1868 | Primeiro Imperador da Era Moderna e restaurados do governo imperial, que havia sido descentralizado no século XVIII. Cometeu suicídio em 13 de abril de 1868 durante ataques britânicos. | [ 1 ] |
| Tekle Giyorgis II ተክለ ጊዮርጊስ ዳግማዊ (1836-1873) |         | 11 de junho de 1868     | 11 de julho de 1871 | Reivindicou a linhagem salomônica através de sua mãe. Também reivindicou a linhagem Zagué através de seu pai.                                                                            | [ 2 ] |

### Dinastia Salomónica
| Nome                                    | Retrato           | Início do Reinado      | Fim do Reinado         | Notas | Ref.              |
| Linhagem tigrínia                       | Linhagem tigrínia | Linhagem tigrínia      | Linhagem tigrínia      | Linhagem tigrínia | Linhagem tigrínia |
| --------------------------------------- | ----------------- | ---------------------- | ---------------------- | --- | ----------------- |
| João IV ዮሓንስ አርባእዊ (1837-1889)          |                   | 11 de julho de 1871    | 10 de março de 1889    | Restaurador da Casa de Salomão e iniciador do processo de modernização e consolidação da Etiópia como estado independente na África Oriental. Morreu durante a Batalha de Gallabat contra o Sudão. | [ 3 ] [ 4 ]       |
| Linhagem xoa                            |                   |                        |                        | |                   |
| Menelique II ምኒልክ ዳግማዊ (1844-1913)      |                   | 10 de março de 1889    | 13 de dezembro de 1913 | Rei (rás) de Xoa entre 1855 e 1889. Foi nomeado imperador com ajuda da nobreza e clero após a morte de João IV. Ajudou a consolidar a independência da Etiópia na Batalha de Aduá contra os italianos no contexto da Primeira Guerra Ítalo-Etíope de 1896. | [ 5 ]             |
| Lij Iyasu ልጅ ኢያሱ (1895-1935)            |                   | 13 de dezembro de 1913 | 27 de setembro de 1916 | Designado como imperador mas nunca assumiu plenos poderes e tão pouco foi coroado devido a alegações de conversão ao islamismo. | [ 6 ]             |
| Zauditu ዘውዲቱ (1876-1930)                |                   | 27 de setembro de 1916 | 2 de abril de 1930     | Primeira imperatriz moderna da Etiópia. Nunca obteve plenos poderes e reinou sob regência de seu cunhado, Tafari Makonnen. | [ 6 ]             |
| Haile Selassie ኀይለ ሥላሴ ቀዳማዊ (1892-1975) |                   | 2 de abril de 1930     | 12 de setembro de 1974 | Atuou como regente imperial de 1916 a 1930, foi coroado imperador após a morte de Zauditu. Selassie foi deposto em 1936 durante a invasão italiana da Etiópia, e formou um governo de resistência no exílio. Sua persistência para com seu povo lhe e sua enigmática figura inspiraram o Movimento Rastafari na década de 60. Foi deposto em 1974 após um golpe de Estado orquestrado pelo Derg. Morreu pouco tempo depois, suspostamente, por complicações de um câncer na prostata, embora haja boatos sobre assassinato. | [ 7 ]             |
| Amha Selassie አምሃ ሥላሴ (1916-1997)       |                   | 12 de setembro de 1974 | 21 de março de 1975    | Designado Imperador pela nobreza e o parlamento, mas nunca assumiu poderes plenos. Foi deposto e passou a liderar um governo de exílio até sua morte em 1997. | [ 6 ]             |

## África Oriental Italiana (1936-1941)

### Dinastia de Saboia
| Nome                                     | Retrato | Início do Mandato  | Fim do Mandato   | Notas | Ref.  |
| ---------------------------------------- | ------- | ------------------ | ---------------- | --- | ----- |
| Vítor Emanuel III ቪቶርዮ አማኑኤል (1869-1947) |         | 14 de maio de 1936 | Novembro de 1943 | Designado Imperador pelas forças italianas fascistas na Etiópia. Nunca obteve plenos poderes e o título foi meramente de cortesia. Apesar do exército italiano ter sido expulso da Etiópia em 1941, Vítor Emanuel III só renunciou ao título imperial em novembro de 1943. | [ 8 ] |